# Châtillon - Montrouge metróállomás
A Châtillon - Montrouge egy metróállomás Franciaországban, Párizsban a párizsi metró 13-as metróvonalán. Tulajdonosa és üzemeltetője a RATP.

## Metróvonalak
Az állomást az alábbi metróvonalak érintik:
- 13-as metróvonal
- 15-ös-metróvonal (építés alatt)

## Kapcsolódó állomások
A metróállomáshoz az alábbi állomások vannak a legközelebb:
- Malakoff – Rue Étienne Dolet (Les Courtilles, Saint-Denis – Université, 13-as metróvonal)
- Bagneux–Lucie Aubrac metróállomás (Noisy - Champs, 15-ös-metróvonal, építés alatt)
- Fort d'Issy - Vanves - Clamart (Pont de Sèvres, 15-ös-metróvonal, építés alatt)